# Transformationsparameter
Als Transformationsparameter werden die bei einer Koordinatentransformation eines Vermessungsnetzes oder Erdmodells erforderlichen Parameter der Koordinatengleichungen bezeichnet; bei anderen math. Transformationen ist der Begriff hingegen nicht gebräuchlich. Die Zahl der Parameter ist umso höher, je komplexer die Transformation ist. Im dreidimensionalen Raum erfordert beispielsweise
- eine Parallelverschiebung (Translation) 3 Parameter (je 1 in den Koordinaten x, y und z)
- eine Drehung 2–3 Parameter (in der 2D-Ebene nur 1)
- ein gleichmäßiger Maßstabsfaktor 1 Parameter,
- eine Kombination aller 3 Vorgänge (bei der die Form des transformierten Gebildes erhalten bleibt) 7 Parameter, siehe 7-Parameter-Transformation oder Helmert-Transformation.

Die letztgenannte Transformation wird oft in der Geodäsie verwendet, etwa für die Einbindung einer Landesvermessung in ein globales Bezugsystem. Die Form darf dabei nicht verändert werden, weil sie sonst den präzisen Messdaten widerspräche.
Die in der Physik öfters verwendete Galilei-Transformation unterscheidet sich von der Helmert'schen durch weitere 3 Parameter einer gleichförmigen Bewegung (eines Bewegungsvektors), erfordert also die Bestimmung von 10 Transformationsparametern.
Sind auch Verformungen des Gebildes erlaubt, kommen – je nach Komplexheit der zulässigen Formänderung – weitere Parameter hinzu. Beispiele sind die Scherung (drei Parameter) und die Affine Transformation (mindestens acht Parameter), die allerdings einige der sieben o.a. Parameter vorwegnimmt.

## Beispiel: 7-Parameter-Transformation
In Geodäsie und Navigation wird oft die Helmert'sche 7-Parameter-Transformation verwendet, etwa für die Umrechnung von GPS- auf Landeskoordinaten. Die Bedeutung der Parameter sei in Koordinaten-Schreibweise gezeigt. Umgerechnet werden kartesische Koordinaten X, Y, Z eines Systems A in das System B, wobei die Drehwinkel {\displaystyle r_{x}}, {\displaystyle r_{y}} und {\displaystyle r_{z}} mit ihrem Wert im Bogenmaß einzusetzen sind. Zusätzlich erhält jede Koordinate eine Verschiebung ({\displaystyle c_{x}}, {\displaystyle c_{y}} und {\displaystyle c_{z}}), und das System B einen Maßstabsfaktor µ, der nahe bei 1 liegt:
{\displaystyle {\begin{matrix}X_{B}=c_{x}+\mu \cdot (X_{A}+r_{z}\cdot Y_{A}-r_{y}\cdot Z_{A})\\Y_{B}=c_{y}+\mu \cdot (-r_{z}\cdot X_{A}+Y_{A}+r_{x}\cdot Z_{A})\\Z_{B}=c_{z}+\mu \cdot (r_{y}\cdot X_{A}-r_{x}\cdot Y_{A}+Z_{A})\\\end{matrix}}}
Die 7 Parameter werden für die jeweilige Region (Operat, Bundesland etc.) mit 3 oder mehr "identischen Punkten" beider Systeme bestimmt. Im Allgemeinen werden die unvermeidlichen kleinen Widersprüche (meist nur einige cm) nach der Methode der kleinsten Quadrate ausgeglichen, das heißt auf die statistisch plausibelste Weise beseitigt.